# Sønder Vilstrup (Haderslev Kommune)
|  | Sønder Vilstrup er også en bebyggelse i Sønder Vilstrup Sogn i Kolding Kommune, se Sønder Vilstrup |
Sønder Vilstrup er en by i Sønderjylland med 417 indbyggere  (2025), beliggende 21 km nord for Aabenraa, 15 km sydvest for Årøsund og 7 km syd for Haderslev. Byen hører til Haderslev Kommune og ligger i Region Syddanmark.

## Vilstrup Kirke
Sønder Vilstrup hører til Vilstrup Sogn. Vilstrup Kirke ligger 1½ km nord for Sønder Vilstrup og 1½ km syd for landsbyen Nørre Vilstrup. Kirken stammer oprindeligt fra starten af 1400-tallet, men kun skibet står stadig tilbage fra den tid. På kirkegården blev der i 1923 rejst et mindesmærke for 24 af sognets faldne i Første Verdenskrig.

## Faciliteter
- Den Nye Friskole har 0.-6. klasse og planlægger fra 2021-22 at få 7. klasse som start på hel overbygning til 9. klasse.[2]
- Vilstrup Ungdoms og Idrætsforening (VUIF) tilbyder fodbold, gymnastik, fitness, badminton og tennis.[3] Foreningens klubhus ligger bag Vilstrup Skole, hvor der er flere boldbaner, to tennisbaner, fire petanquebaner, beachvolleybane mv. Til indendørsaktiviteterne bruges skolens gymnastiksal, klubhusets store sal, Næshallen i Kelstrup og forsamlingshuset, hvor der er etableret spinninglokale.
- Vilstrup Forsamlingshus har en stor sal med scene og plads til 120 personer samt en lille sal med plads til 35 personer.[4]
- I 2017 lukkede Haderslev Kommune Børnehuset Chillis afdeling i Sønder Vilstrup, fordi der kun var 11 børn tilbage. Så børnene må køres til Hoptrup eller Marstrup for at komme i børnehave.[5]

## Historie
Sønder Vilstrup havde station på Haderslev Amts Jernbaners strækning Haderslev-Årøsund (1903-1938). På det danske målebordsblad kan man se, at stationsbyen havde fået bageri og "mejerier" – der var nemlig både det danske andelsmejeri Kildevæld, hvor der senere kom maskinfabrik, og det tyske mejeri.

### Genforeningen
I et lille anlæg vest for forsamlingshuset står en sten til minde om Genforeningen i 1920.

## Ømands Bacon
Ømands Bacon i Sønder Vilstrup er et niche-røgeri, der udelukkende fremstiller bacon, som har vundet adskillige priser. Virksomheden startede salget i 2015 efter et par års eksperimenter.